# 徒花ネクロマンシー
『徒花ネクロマンシー』（あだばなネクロマンシー）は、2018年11月28日に発売されたフランシュシュのシングル。表題曲である同曲は、2018年10月から12月にかけて放送されていた『ゾンビランドサガ』のオープニングテーマとなっている。同日、同アニメのエンディング曲である『光へ』も発売された。

## 概要
MAPPA、エイベックス・ピクチャーズ、Cygames共同企画による日本のテレビアニメ作品『ゾンビランドサガ』のアニメソングCDシングル。作詞を古屋真、作曲を加藤裕介が手がけた。発売元はエイベックス・ピクチャーズ。

## シングル収録内容
| #         | タイトル                                   | 作詞      | 作曲            | 編曲      | 時間  |
| --------- | ------------------------------------------ | --------- | --------------- | --------- | ----- |
| 1.        | 「徒花ネクロマンシー」(歌：フランシュシュ) | 古屋真    | 加藤裕介        | 加藤裕介  | 4:05  |
| 2.        | 「FANTASTIC LOVERS」(歌：アイアンフリル)   | 唐沢美帆  | SHIBU、山田竜平 | SHIBU     | 4:07  |
| 3.        | 「徒花ネクロマンシー」(Instrumental)       |           |                 |           | 4:05  |
| 4.        | 「FANTASTIC LOVERS」(Instrumental)         |           |                 |           | 4:05  |
| 合計時間: | 合計時間:                                  | 合計時間: | 合計時間:       | 合計時間: | 16:22 |

## カバー
- 辻野あかり（声：梅澤めぐ）、関裕美（声：会沢紗弥）、小日向美穂（声：津田美波）、木村夏樹（声：安野希世乃）、星輝子（声：松田颯水） - アプリゲーム『アイドルマスター シンデレラガールズ スターライトステージ』において、2021年4月6日に実装[3]。曲前に言う台詞がこのゲーム向けにアレンジされ、あかりが担当している。フルバージョンは2022年5月24日発売の『THE IDOLM@STER CINDERELLA GIRLS STARLIGHT MASTER R/LOCK ON! 05 トロピカルガール』に収録。

- Pastel*Palettes - アプリゲーム『バンドリ! ガールズバンドパーティ!』において、2021年6月に実装。同年11月10日発売のアルバム『バンドリ! ガールズバンドパーティ! カバーコレクション Vol.6』でCD初収録[4]。

- 佐咲紗花 - 2022年3月23日に発売したカバーアルバム「SAYAKAVER. ～triangle～」に収録。

### ユニットメンバー
1. ↑  源さくら（本渡楓）、二階堂サキ（田野アサミ）、水野愛（種田梨沙）、紺野純子（河瀬茉希）、ゆうぎり（衣川里佳）、星川リリィ（田中美海）
2. ↑  水野愛（種田梨沙）、薫（佐藤優希）、ノノ（望月麻衣）、仁奈（大出千夏）、みゆ（松井栞里）